# Jacques Copeau
Jacques Copeau (4. února 1879 Paříž – 20. října 1949) byl francouzský divadelní režisér, producent, herec a dramatik.

## Životopis
Jacques Copeau se narodil v dobře situované středostavovské rodině a chodil do nejlepších škol. Svá studia, během nichž se dostal do okruhu přívrženců Lugné-Poea a jeho Divadla Dílo, zakončil na Sorbonně. Po studiích odjel do Dánska, kde v hlavním městě Kodani vyučoval francouzštinu. Zůstal zde do roku 1904, pak se vrátil domů, aby po umírajícím otci převzal vedení továrny. Po dvou letech však na tento život rezignoval s odhodláním plně se věnovat divadlu a literatuře.
V roce 1909 založil spolu s André Gidem a dalšími časopis La Nouvelle Revue Française, který představoval významnou platformu moderní kultury ve Francii. Na stránkách revue zveřejňoval své kritiky namířené proti naturalistickému i komerčně zábavnému divadlu.
V roce 1913 vyšla jeho esej Un essai de rénovation dramatique. Poprvé se zde objevuje pojem „rénovation“ neboli obnovení, obrození či očištění. Je to pojem, který bude tvořit osu jeho nadcházejícího divadelního programu.
Za svůj hlavní úkol Copeau považoval navrácení divadla k jeho kořenům, prapůvodní esenciální podstatě, což znamená jeho reteatralizaci. Je tedy třeba bojovat proti naturalismu s jeho snahou učinit umění a divadlo pouhou nápodobou života. Současně je ale nutné posunout se ve vývoji dál od statického a převážně literárně zaměřeného divadla symbolistního směru.
V roce 1913 Copeau založil Společnost Starého holubníku (Vieux Colombier) a programoval činnost nového divadla. Sestavil herecký soubor, jehož členy byli mimo jiné i Dullin a Jouvet, kteří se později stali reprezentanty Kartelu. Divadelní budovu soubor našel na levém břehu Seiny v sousedství Sorbonny – původně se tu hrály melodramy a zábavné kusy. Malý sál pojednaný ve stylu Ludvíka XV. si Copeau upravil tak, aby vyhovoval jeho záměrům. Z interiéru odstranil girlandy, barokní zlaté andělíčky, pozlacená zrcadla apod. Zmodernizoval osvětlení. Jeviště kromě sady opon a azbestových závěsů, pohybujících se na ocelových lanech, nemělo žádnou jevištní techniku. Scénické prostředí vytvářel Copeau s pomocí jen nejnezbytnějších kusů nábytku a dekorace, využíval praktikábly, schůdky či můstky. Před portálem mělo jeviště ještě předscénu, která umožňovala bezprostřední kontakt herců s diváky.
V září roku 1913 Copeau sepsal manifest k otevření Théâtre du Vieux Colombier. Zazněla v něm Copeauova hlavní myšlenka, totiž cíl obrodit divadlo jeho zdivadelněním. Zdůraznil stylovou jednotu inscenace, jejíž celek má být dán „spolupůsobením pohybů, gest a jednání, souzvukem výrazu tváře, řeči a mlčení, totalitou scénické představy.“ Důrazně odmítl malířskou dekoraci i nadužívání jevištní mašinérie („k novému dílu nám ponechte jen nahou scénu“). Na druhé straně, a to bylo pro Copeaua a jeho žáky a následovníky rovněž příznačné, varoval před samoúčelným experimentováním, přehnanou stylizací a formální rafinovaností. Jakkoli režisér je svrchovaným tvůrcem inscenace, jeho úkolem je divadelními prostředky vyjádřit základní myšlenku inscenovaného textu.
Existence Starého holubníku se člení do několika etap. První, nejkratší etapa je vymezena prvním rokem jeho existence, tedy léty 1913–1914. Bylo to období počátečního ujasňování programu. Zahajovacím představením byla tragédie alžbětinského dramatika Thomase Heywooda Žena zabitá dobrotou, která byla v rámci jednoho večera uvedena spolu s Molierovou fraškou Láska lékařem. Jinou molierovskou inscenací, provedenou v prvním roce fungování Starého holubníku, byl Lakomec se skvělým Charlesem Dullinem v roli Harpagona. Dullin perlil svým vynikajícím bufonézním herectvím i schopností karikatury. Obě molierovské inscenace vyznačovalo komediální tempo, lehkost a hravost.
Počátkem roku 1914 bylo divadlo uzavřeno. Během války Copeau koncipoval program herecké školy a vstřebal řadu důležitých podnětů. Seznámil se osobně s Craigem, s nímž nalezl společnou řeč v jejich obdivném vztahu k tradici italské lidové komedie. Nesouhlasil však s Craigovým vztahem k herci a k dramatu. Setkal se rovněž s Jaques-Dalcrozem a s Appiou. V listopadu 1915 otevřel hereckou školu. Své žáky učil osvojit si výrazové vlastnosti pohybu a hlasu, prohluboval u nich schopnost improvizace, pohotovosti na jevišti, smysl pro čas, formu, kompozici a partnerskou komunikaci na jevišti. Herec měl ovládat různá umění – kromě dokonalého zvládnutí mluvy měl umět i zpívat, žonglovat či na jevišti provádět fyzicky náročné výstupy. Při cvičení budoucí herci používali neutrální masku. Copeau zdůrazňoval, že herec musí být schopen figurovat každou emoci a myšlenku jen pouhým postojem, gestem či pohybem i beze slova. K tomu zaměřoval cvičení pohybové improvizace. Improvizovalo se na cokoli – na slova Paříž, bouře nebo strom. Improvizovalo se také na různé motivy z her. Herec přitom měl využívat různých hereckých technik, zejména stavěl na postupech komedie dell’arte – nikoli však proto, aby tyto postupy rekonstruoval, nýbrž aby poukázal na jejich věčnou platnost a univerzálnost. Do výuky zavedl rovněž cvičení ve stylu japonského divadla nó. V tomto se projevovala Copeauova snaha očistit a modernizovat divadlo jeho navrácením k bytostným zdrojům divadelnosti, k jeho podstatě. Zároveň své žáky vedl ke kolektivnímu pojímání divadla a herecké tvorby. Učil je akceptovat zásady „života v umění“, které jsou blízké regulím klášterního života. Divadlo se jim mělo stát misí předávanou do života. Divadelní práci má herec chápat nejen jako profesi, ale přímo jako svůj životní program.
V roce 1917 dostal Copeau nabídku, aby svůj soubor obnovil a odebral se s ním do Ameriky. Zde v New Yorku se společnost usadila v Garrick Theatre a dva roky hrála pod hlavičkou Francouzské divadlo. Po návratu do Paříže znovu Copeau otevřel divadlo Starý holubník a spolu s ním i svou hereckou školu. Divadlo rozšířilo svoji působnost a stalo se kulturním střediskem (pořádaly se tu přednášky, koncerty, literární večery, výstavy). Vytvořil se dokonce Klub přátel Starého holubníku.
Copeau provedl další reformu scény. Výsledkem byla obnažená scéna neboli „dispositif“. V pozadí jeviště byl balkón s bočními schodišti a centrálním otvorem. V popředí vedly na proscénium schody uprostřed i po stranách. Úpravy měly sloužit spojení jeviště s hledištěm. Copeauovi se podařilo převést do praxe heslo „Zrušte rampu“. Obnovené divadlo bylo otevřeno v únoru 1920 Shakespearovou Zimní pohádkou. Na obecenstvo zapůsobilo minimalistické výtvarné řešení, které dokázal Copeau uplatnit ve hře, v níž se vyskytují různá prostředí.
Těžištěm repertoáru byly nyní komedie a frašky. Převládal Moliere. S úspěchem se setkala Scapinova šibalství s mistrnými pantomimickými a improvizovanými výstupy. Rovněž Misantrop (1922) v hlavní roli se samotným Copeauem strhl obecenstvo. Počátkem roku 1924 se však v souboru vyostřila vnitřní krize, která tu už předtím doutnala. Toto napětí si Copeau do značné míry způsobil sám svým nekompromisním postojem k dotacím ze strany státu a k nabídce přestěhovat soubor do větší a lépe vybavené budovy. Copeau namítal, že kdyby využil úspěchů divadla a návrhy přijal, znamenalo by to konec jeho ideálu nezávislého, svobodně tvořícího divadla. Copeauovi začali odcházet nejvěrnější spolupracovníci, mezi nimi i Jouvet.
V květnu 1924 se Copeau rozhodl divadlo uzavřít a odejít z Paříže. Dvacet herců z divadla a školy odešlo spolu s ním do Burgundska a založili zde soubor Děti Copeaua nebo krátce Copiovci. Usadili se v jednom vesnickém statku a hráli pro lidi z okolí. Copeau pro soubor psal hry a scénáře podle komedie dell’arte. V roce 1929 se soubor rozpadl.
Po návratu do Paříže režíroval Copeau v různých divadlech, přednášel, psal teoretické články a scénáře po vzoru italské lidové komedie. V květnu 1933 dostal nabídku na uvedení středověké toskánské hry Mystérium o sv. Ulivě na nádvoří kláštera ve Florencii. Tato inscenace stála na počátku řady představení, které Copeau ve 30.–40. letech vytvořil v plenéru, na venkovních prostranstvích.
Režisérem, který zvláště proslul svými plenérovými inscenacemi, byl Max Reinhardt. Copeau se s ním setkal osobně ve Florencii. Ve stejné době, kdy tam inscenoval Mystérium o sv. Ulivě, Reinhardt uvedl v zahradě Boboli svou nejslavnější inscenaci Sen noci svatojánské.
V inscenaci Mystéria o sv. Ulivě byli diváci umístěni pod arkády lodgií ze tří stran a uprostřed dvora Copeau spolu se svým scénografem Barsacqem postavil pódium s předscénou a přechody na boční a menší pódia. Na hlavním pódiu se odehrávaly hlavní výstupy, na menších pódiích výstupy vedlejší. K další konkretizaci místa a děje stačily už jen náznaky – rekvizita, kostým, slovo.
Do Florencie se Copeau ještě dvakrát vrátil. V květnu 1935 uvedl na florentinském náměstí historickou kroniku současného autora Rino Alessiho Savonarola. Bylo to na stejném místě, kde byl hlavní hrdina v roce 1498 upálen. Barsacq tentokrát postavil velký amfiteátr pro 4000 lidí, s věžemi pro reflektory. Uprostřed náměstí stálo tři a půl metru vysoké pódium. Do třetice uvedl v červnu v roce 1938 v zahradě Boboli Shakespearovu komedii Jak se vám líbí.
Vrcholem linie plenérového divadla v Copeauově tvorbě však bylo uvedení středověkého Miráklu o chlebu do zlata vypečeném u příležitosti 500. výročí založení chudobince v Beaune. Klíčovým scénickým prvkem byla obrovská studna na nádvoří chudobince, kterou opět obklopovala pódia několika úrovní. Studna představovala peklo, z něhož vyskakovali čerti. Po obou stranách studny byl zpívající a recitující chór.
Copeau shodou náhod zemřel právě v Beaune v říjnu 1949. Ještě před smrtí plánoval další velkou exteriérovou produkci. Osobitost a jistá výjimečnost Jacquese Copeaua ve srovnání s mnohými dalšími představiteli moderního evropského divadla spočívá mimo jiné v tom, že jeho divadelní program a tvorba našly řadu pokračovatelů, přičemž Copeau si většinu z nich sám vychoval. Své přímé následovníky měl především v členech tzv. Kartelu, byli to jmenovitě Louis Jouvet, Charles Dullin, Gaston Baty a Georges Pitoëff.